# Museu dos Transportes e Comunicações
O Museu dos Transportes e Comunicações é um museu localizado na freguesia de Miragaia, na cidade e Distrito do Porto, em Portugal.

## Galeria

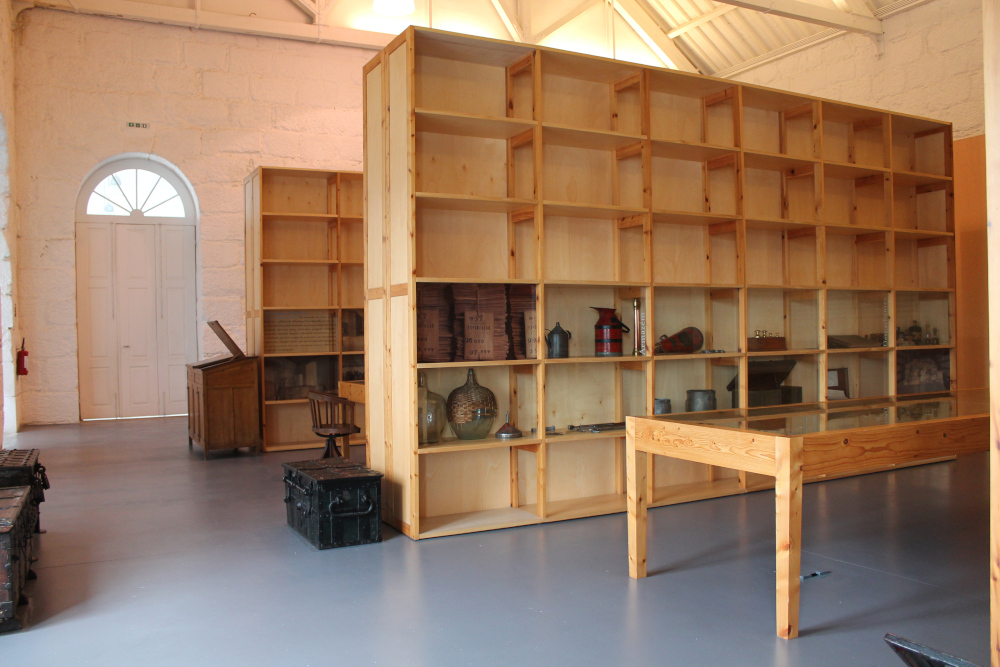
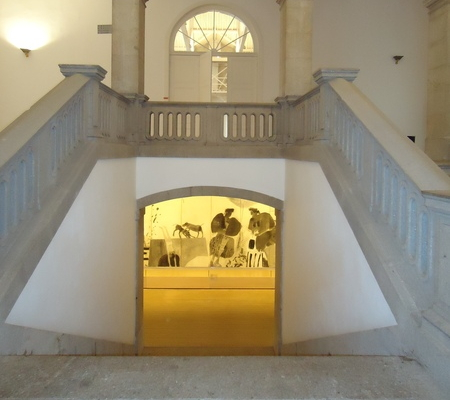
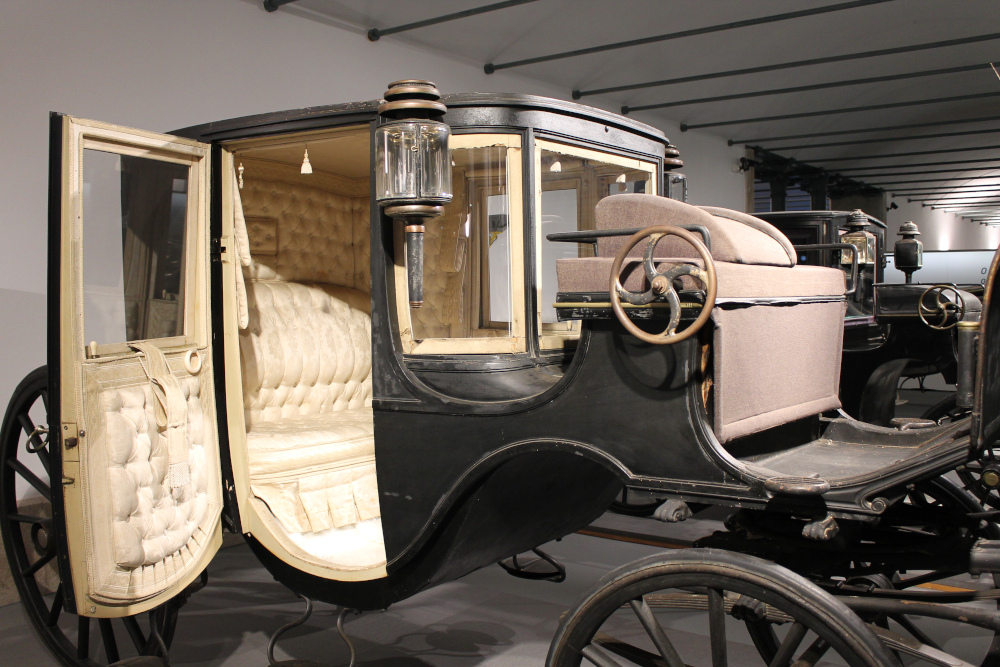
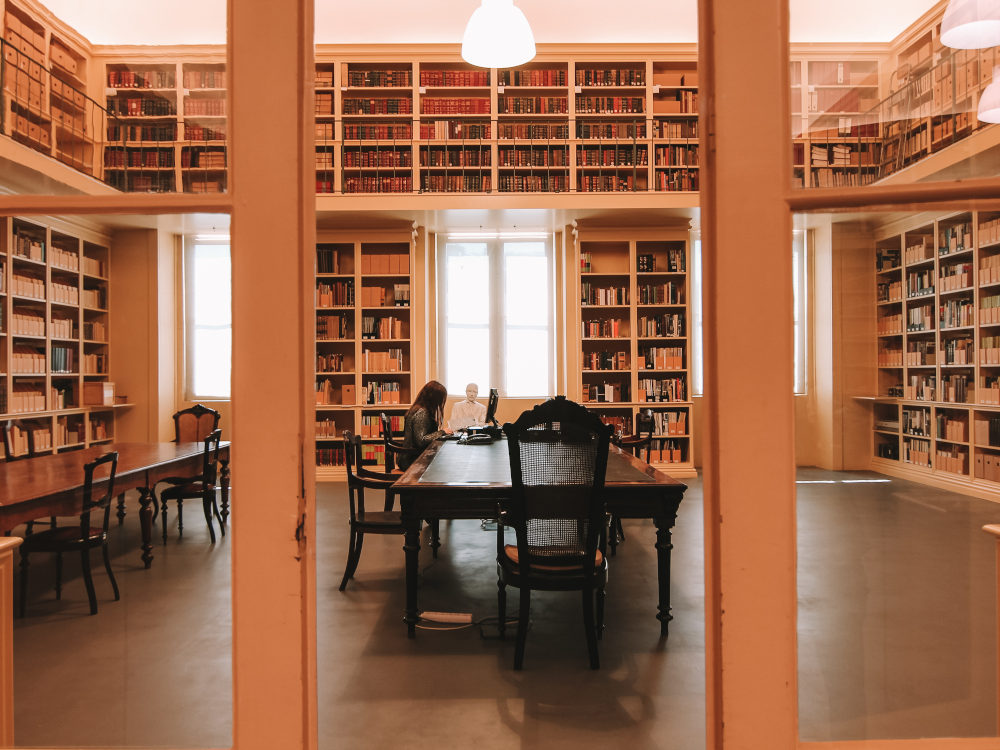